# 穆文
穆文（1942年—），中华人民共和国政治人物、外交官。
1996年，担任中华人民共和国驻摩洛哥大使。2000年，接替吕国增担任中华人民共和国驻巴勒斯坦大使。2001年，由朱邦造接任。